# TT340
La tombe thébaine TT 340 est située à Deir el-Médineh, dans la nécropole thébaine, sur la rive ouest du Nil, face à Louxor en Égypte.
C'est la sépulture d'Amenemhat, ouvrier à Deir el-Médineh entre le début et le milieu de la XVIIIe dynastie.

## Description
La chapelle funéraire souterraine d'Amenemhat se compose d'une salle voûtée à laquelle on accède par un couloir situé du côté est. En face de l'entrée, du côté ouest, se trouve une petite niche. La chapelle est entièrement peinte et les peintures sont relativement bien conservées. Seuls les yeux des personnes représentées ont été systématiquement grattés. Certaines scènes n'ont jamais été terminées. Aucune chambre funéraire appartenant à la chapelle n'a encore été identifiée.
Les quatre murs de la chapelle représentent principalement Amenemhat et les membres de sa famille. Amenemhat et son épouse Noubneferet sont représentés à plusieurs reprises assis devant une table d'offrandes. Dans la moitié supérieure des petits côtés, on peut voir Amenemhat, deux fois couché et priant devant une divinité. Sur le mur sud, il s'agenouille devant Anubis (à gauche) et Osiris (à droite). Les dieux sont assis sur un trône et ont la forme d'une momie. Des inscriptions identifient les divinités. Sur le mur nord, les mêmes dieux sont représentés, mais ici Anubis est représenté à droite et Osiris en face. L'ensemble du mur nord n'a jamais été achevé. Surtout, il n’y a pas de légendes pour les figures. L'enterrement est représenté dans la partie inférieure du mur. On peut y voir le cercueil blanc d'Amenemhat, des femmes et des hommes en deuil apportant le mobilier funéraire. La voûte présente des vignes. Le fond sur lequel le tableau a été réalisé est jaune, ce qui est plutôt inhabituel, car sous la XVIIIe dynastie, les peintures murales thébaines étaient peintes sur un fond blanc.
La chapelle funéraire remonte au tout début de la XVIIIe dynastie. La tombe a été publiée par le fouilleur Bernard Bruyère dans un rapport préliminaire en 1926. Nadine Cherpion a ensuite présenté une publication détaillée en 1999 (deuxième édition en 2005).